# AASF Water Polo Club Championship
L'Asian Water Polo Club Championship è la massima manifestazione organizzata dall'AASF, la federazione asiatica degli sport acquatici, riservata ai club pallanuotistici maschili.
Il trofeo viene assegnato annualmente dal 1999 e si svolge in sede unica, solitamente a fine anno.

## Albo d'oro
| Anno | Campione          | 2º posto                | Sede                          |
| ---- | ----------------- | ----------------------- | ----------------------------- |
| 1999 | Dynamo S.C.       | Sorboroy                | Teheran, 3 - 7 dicembre       |
| 2000 | Rakhat Almaty     | Niro Ahvaz              | Kuala Lumpur, 3 - 21 novembre |
| 2002 | Almaty            | Bargh Mantaghe'ei Gilan | Chiang Mai, 3 - 7 marzo       |
| 2003 | Zob Ahan Isfahan  | Al-Araby                | Teheran, 17 - 21 dicembre     |
| 2007 | Al-Ittihad        | Naft Gaz Gachsaran      | Kuwait City, 6 - 10 aprile    |
| 2008 | Iran Tosseh Karaj | Guangdong               | Kuwait City, 3 - 10 maggio    |
| 2009 | Al-Ittihad        | Al-Qadesiya             | Dammam, 10 - 15 novembre      |
| 2010 | Azad University   | Naft Gaz Umidie         | Teheran, 24 - 26 dicembre     |

### Vittorie per nazione
| Nazione        | Vittorie |
| -------------- | -------- |
| Kazakistan     | 3        |
| Iran           | 3        |
| Arabia Saudita | 2        |

## Fonti
- (EN) Albo d'Oro - AASF (PDF), su asiaswimmingfederation.org. URL consultato il 31 marzo 2011 (archiviato dall'url originale l'11 agosto 2011).
- (EN) Risultati 2010 - AASF (PDF), su asiaswimmingfederation.org. URL consultato il 31 marzo 2011 (archiviato dall'url originale l'11 novembre 2013).